# Frank Scheffold
Frank Scheffold (* 28. Mai 1969 in Pfullendorf) leitet als ordentlicher Professor die Soft Matter and Photonics Group am Departement für Physik der Universität Freiburg in der Schweiz.
Frank Scheffold wuchs im baden-württembergischen Meßkirch auf, am dortigen Martin-Heidegger-Gymnasium machte er 1988 Abitur. Er studierte an der Universität Konstanz und am Weizmann-Institut für Wissenschaften in Rechovot, Israel und wurde mit summa cum laude an der Universität Konstanz promoviert.
Seine Forschung in der Soft Matter and Photonics Group konzentriert sich auf die Optik komplexer Systeme, die dynamische Lichtstreuung und diffuse Lichtausbreitung, die Dynamik, Aggregation und Phasenverhalten von kolloidalen Systemen und der Herstellung und Charakterisierung von weichen Materialien. Er ist Autor und Co-Autor von rund 100 Artikeln.

## Veröffentlichungen
- Observation of long-range correlations in temporal intensity fluctuations of light, Konstanz : Bibliothek der Universität Konstanz, 2012
- Dynamic Speckle Correlations, Konstanz : Bibliothek der Universität Konstanz, 2011
- Speckle-Korrelationen und universelle Leitwertfluktuationen von Licht, Konstanz, 1998 (Dissertation), ISBN 3896493930